# Bitterroot salish

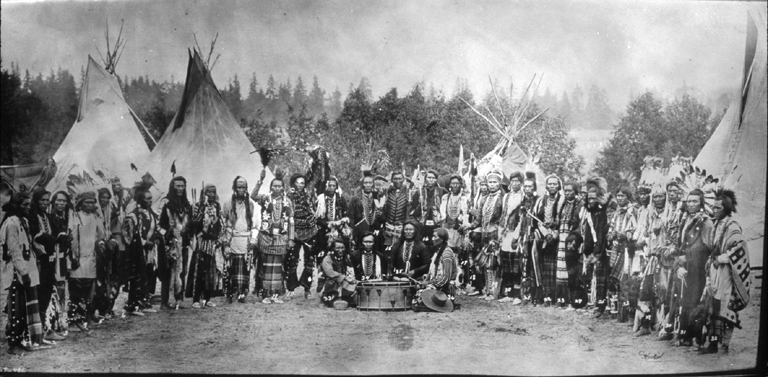
Homes salish al costat de tipis (Reserva Flathead, Montana, 1903)

Els bitterroot salish, flathead, salish o selish conformen un grup de natius americans parlants de salish, grup i una de tres tribus conformants de les Tribus Confederades Salish i Kootenai de Montana. La Reserva índia Flathead també acull les tribus kutenais i pend d'oreilles. Els bitterroot salish o flathead al principi vivien a l'oest de Billings, estenent-se fins a la divisòria continental a l'oest i al sud de Great Falls, Montana s'estén fins a la frontera entre Montana i Wyoming. D'allà ells més tard es mogueren cap a l'oest a la vall del Bitterroot. Per petició, una missió catòlica va ser construïda allí el 1841. El 1891 foren forçats a traslladar-se a la reserva Flathead.

## Noms alternatius
Els bitterroot salish són coneguts amb diversos noms incloent-hi salish, selish i flathead. El nom "flathead" era un terme utilitzat per identificar qualssevol tribu nativa que hagués practicat l'aplanament de cap. Els salish, tanmateix, neguen que els seus avantpassats ho practiquessin. En comptes d'això, creuen que aquest nom va agafar pel gest usat en la llengua de signe per a referir-se a les seves persones: Prement ambdós costats del cap amb les vostres mans que significa "nosaltres la gent".

## Llengua
Aquest poble parla un dialecte salish interior. La seva llengua és també anomenada salish, que també és l'homònim per a referir-se a la família lingüística salis. La llengua spokane (npoqínišcn) parlada pel poble spokane, la llengua kalispel (qlispé) parlada pels pend d'oreilles i la llengua bitterroot salish (séliš) són tots dialectes de la mateixa llengua. Segons la història salish, els parlant de salish al principi vivien com una sola nació milers d'anys enrere. Els vells de la tribu diuen que les tribus es fragmentaren en grups més petits a mesura que la població esdevenia massa gran per sostenir les seves necessitats en una ubicació central. Segles després, les llengües salish es ramificaren en dialectes diferents en les diverses regions on es dispersaren les tribus. Aquestes regions s'estenien des de Montana fins a la costa de l'Oceà Pacífic. Els segles subsegüents a la dispersió, els grups salish separats esdevenien cada cop més diferents resultant en variacions lingüístiques. La llengua salish desenvolupà a subfamílies amb llengües úniques així com els seus dialectes únics propis. La subfamília oriental és anomenada salish interior. Els tres dialectes del salish interior són el flathead (séliš), kalispell (qlispé) i spokane.

## Orígens
La història oral de les tribus explica haver estat ubicada a les seves pàtries indígenes, corresponent a l'actual Montana, de quan el coiot va matar el nałisqelixw, el qual literalment tradueix com menja-persones.
| «                   | La nostra història comença quan el Creador va posar la gent animal sobre aquesta terra. Va enviar el coiot endavant, ja que aquest món estava ple de mals i encara no era apte per a la humanitat. El coiot va venir amb el seu germà guineu, a aquesta gran illa, com els ancians anomenen aquesta terra, per alliberar-la d'aquests mals. S'encarregaven de crear moltes formacions geogràfiques i proporcionar bones i especials habilitats i coneixements per a l'ús de l'home. El coiot, però, va deixar moltes falles com l'avarícia, la gelosia, la fam, l'enveja i moltes altres imperfeccions que coneixem avui | » |
| — Clarence Woodcock | |   |

En moltes de les històries de coiot, hi ha vívides descripcions relatant la història dels esdeveniments geològics que havien ocorregut prop de l'última edat de gel. Històries que inclouen "l'extensió de les glaceres pel que ara és el llac Flathead, la inundació de l'oest de Montana sota un gran llac, la retirada final del clima glacial quan es va acabar l'era glacial, la desaparició d'animals grossos com el castor gegant i la seva substitució per les versions més petites actuals d'aquestes criatures". Els arqueòlegs han estat capaços de documentar una ocupació continua d'alguns llocs tan enrere com 12.600 anys durant el retir final de les glaceres. Algunes històries suggereixen que aquesta ocupació pot recular fins a 40.000 anys quan l'edat de gel ja havia començat.

## Reserva Flathead
El 1855 Isaac Steven, Governador i Superintendent d'Afers indis pel Territori de Washington conegut amb Xweɫxƛ̣ ̓cín (Many Horses o Victor), el cabdill dels salish; Tmɫxƛ̣ ̓cín (No Horses o Alexander), el cabdill dels Pend d'Oreille; i Michelle el cabdill dels Kootenais. La reunió fou duta a terme a l'actual Missoula, Montana. Els dirigents tribals havien sentit dir que Stevens volia parlar sobre un tractat de pau, tanmateix, els caps i cabdills era ambdós sorprès i enfurismats quan descobriren que el principal propòsit era negociar la propietat formal sobre les terres índies. Similar a altres negociacions amb tribus de nord-oest, l'objectiu de Stevens era concentrar les nombroses tribus en una sola reserva, de tal manera que el poblament blanc disposés del màxim de terres possibles. Malgrat la pressió que havien sofert les tribus havien, van rebutjar canviar les seves ments.
Com que el Cap Xweɫxƛ̣ ̓cín havia rebutjat cedir la vall del Bitterroot, Stevens inserí l'article 11 al Tractat de Hellgate, amb el que hauria designat aproximadament 1,7 milions d'acres a la vall del Bitterroot com a segona reserva. No obstant això, a la lletra petita, s'indica que una enquesta autoritzada pel president hauria de determinar si la reserva de Bitterroot o la reserva de Flathead estarien "millor adaptades als desitjos de la tribu de Flathead". L'enquesta, tanmateix, mai es realitzà mentre els EUA i oficials de Territori de Montana no respectaren l'article 11, que havia d'evitar l'assentament de blancs a la vall del Bitterroot abans que s'hagués decidit la qüestió. Això va establir un escenari complicat per a la vall de Bitterroot, ja que els salish encara es resistien a renunciar a les seves terres ancestrals..
Després de la mort de Cap Xweɫxƛ̣ ̓cín el 1870, el fill de Victor Sɫm̓xẹ Q̓woxq̣eys (Claw of the Small Grizzly Bear o Charlo) va ser escollit el seu successor. Els colons blancs i el delegat territorial de Montana veieren aquesta transició de lideratge com una oportunitat de forçar la sortida dels salish de la reserva Flathead. Havien aconseguit que el president Grant afirmés falsament que l'enquesta requerida a l'article 11 del tractat de Hellgate ja s'havia completat i que es va determinar que els salish es traslladarien a la reserva Flathead. El 1872 el President Garfield va ser enviat a negociar el trasllat dels salish, però quan el Cap Sɫm̓xẹ Q̓woxq̣eys ho rebutjà, aquell decidí "continuar amb els treballs de la mateixa manera que si Charlo [Xweɫxƛ̣ ̓cín], primer cap, hagués signat el contracte."; sota el supòsit que els salish canviarien de pensament. Tot i que la còpia de camp original de l'acord, conservada als National Archives, no té cap "x" ni marca al costat del nom de Xweɫxƛ̣ ̓cín, les còpies oficials sobre les que el Congrés havia votat tenien una "x" al costat del seu nom. Això només va enfurismar Xweɫxƛ̣ ̓cín i la tribu i enfortir la seva decisió de no abandonar la vall de Bitterroot, tot i les condicions en declivi. Tanmateix el 1891, tant el govern com l'exèrcit forçaren el trasllat dels salish de la vall del Bitterroot a la reserva Flathead. Alguns historiadors han anomenat aquest trasllat com el camí de llàgrimes de Montana.